# Киробо
Киробо е първият японски робот астронавт, разработен от Токийския университет и Томотака Такахаши, за да придружава японския астронавт Коичи Ваката, който е първият командир от Япония на Международната космическа станция (МКС). Киробо е доставен на МКС на 10 август 2013 г. от Японската агенция за аерокосмически изследвания чрез Товарен кораб H-II (TKHII) Kounotori 4, един безпилотен кораб за доставка, изстрелян наа 4 август 2013 г. Близнакът на Киробо, наречен Мирата, притежаващ същите характеристики, е оставен Земята за резерва. 

## Наименование
Думата Киробо е създадена от думата „Кибо“ (希望, kibō), означаваща „надежда“ на японски и думата „Робо“ (ロボ, robo).

## Технически параметри
Киробо е висок около 34 см. широк 18 см. и тежи около 1 кг. Говори японски.. Във възможностите на робота са включени гласово и езиково разпознаване, синтез на говора и телекомуникация, лицево разпознаване и видеозапис. Конструиран е за нулева грявитация и може да бъде в помощ при различни експерименти.  

## Функция
Киробо изпълнява ролята на робот компаньон на японския астронавт Коичи Ваката, работещ на МКС от 7 ноември 2013 г. до 14 януари 2014 г. Върнат е на Земята на 11 февруари 2015 г на борда на CRS-5.